# Symond's Yat Rapids
Symond's Yat Rapids är en fors i Storbritannien.   Den ligger i grevskapet Gloucestershire och riksdelen England, i den södra delen av landet, 180 km väster om huvudstaden London. Symond's Yat Rapids ligger 26 meter över havet.
Terrängen runt Symond's Yat Rapids är platt åt nordost, men åt sydväst är den kuperad. Symond's Yat Rapids ligger nere i en dal. Runt Symond's Yat Rapids är det ganska tätbefolkat, med 144 invånare per kvadratkilometer. Närmaste större samhälle är Coleford, 5,0 km söder om Symond's Yat Rapids. I omgivningarna runt Symond's Yat Rapids växer i huvudsak blandskog.